# Mull of Galloway

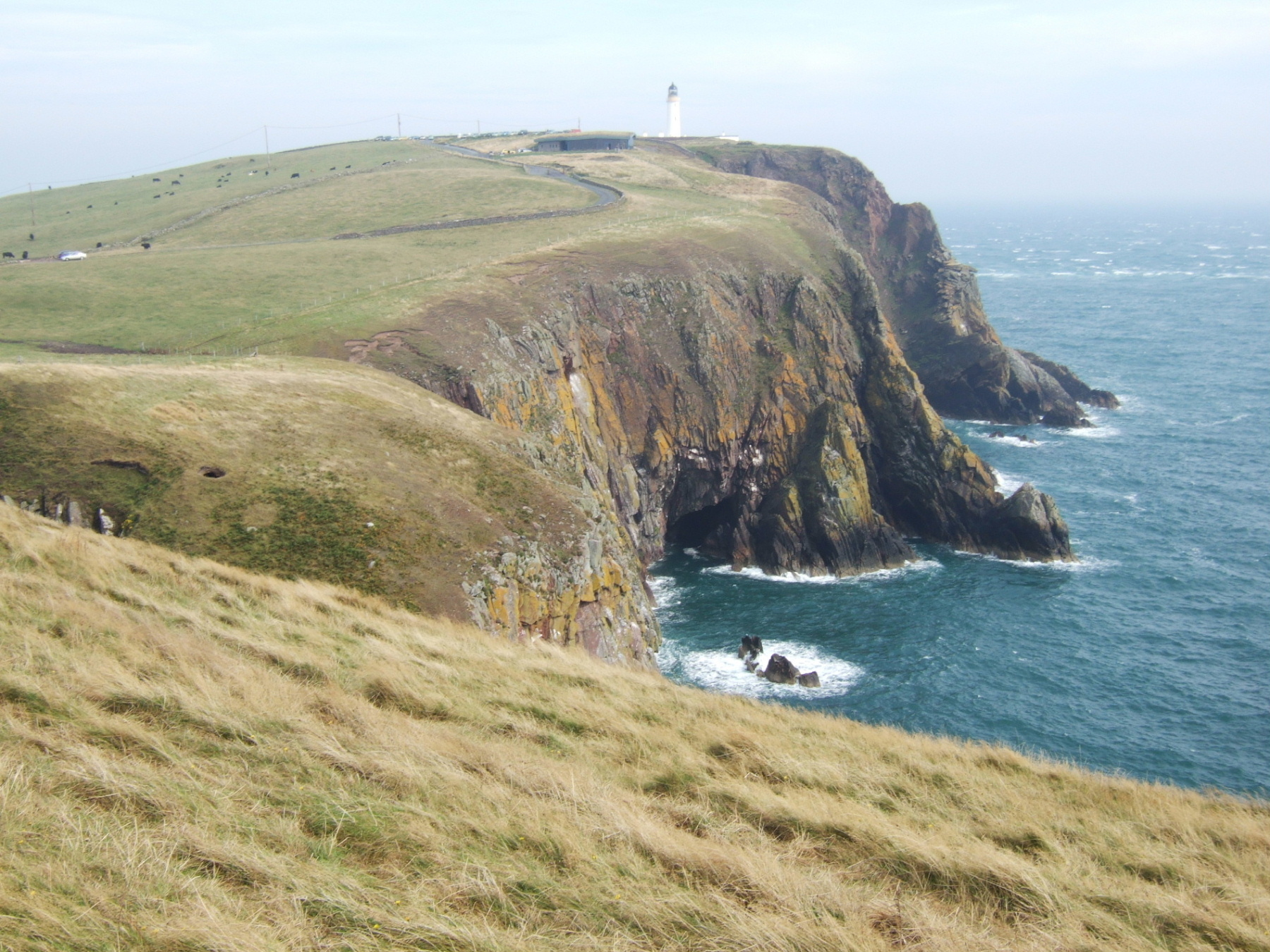
Das Kap mit dem Leuchtturm im Hintergrund

Das Mull of Galloway (schott.-gälisch Maol nan Gall, „Kahler Hügel der Fremden“) ist das Süd-Kap der Halbinsel Rhins of Galloway in der Council Area Dumfries and Galloway und damit der südlichste Punkt Schottlands.
Die West- und Ostküste unterscheiden sich in ihrem Erscheinungsbild gewaltig: während die Westküste eine felsige Steilküste ist, fällt das Land nach Osten hin ab und bildet dort flache Strände. Dies macht die Region auch touristisch interessant. Die Tourismusbranche ist mittlerweile nach der Landwirtschaft der zweitgrößte Arbeitgeber in der Region.
Seit 1830 steht mit dem Mull of Galloway Lighthouse ein 26 Meter hoher Leuchtturm auf dem Kap, der heute auch als Museum genutzt wird, sich aber noch immer in Betrieb befindet. Das Gelände um den Turm herum ist ein Naturschutzpark, in dem zahlreiche Tier- und Pflanzenarten geschützt werden.
Ein mit Rasen bedeckter ovaler Cairn befindet sich auf einem niedrigen Hügel 40 m nördlich des Leuchtturms. Es misst 16,5 × 15 m quer und erreicht bis zu 2,2 m Höhe. Während des Baus einer Wasserleitung in der Nähe des Cairns wurden zwei etwa 30 cm breite zweier flachen parallele Rillen im natürlichen Aufschluss entdeckt, auf dem der Steinhaufen liegt. Die Rillen scheinen auf die Mitte des Cairns ausgerichtet zu sein.